# إديل أوجيدا
إديل أوجيدا (بالإسبانية: Edel Ojeda)‏ (28 نوفمبر 1928 – 1 أبريل 2011) هو ملاكم مكسيكي راحل، مثّل بلاده في الألعاب الأولمبية الصيفية 1948.

## روابط خارجية
إديل أوجيدا على موقع بوكس ريك (الإنجليزية) (registration required)
- إديل أوجيدا على موقع أوليمبيديا (الإنجليزية)